# 설호
설호(薛皓, ? ~ ?)는 후한 중기의 관료이다.

## 행적
연광 3년(124년), 안제는 황태자 유보를 폐위하고 제음왕에 봉하는 조서를 내렸다. 장작대장 설호는 내력·축풍·유위·여구홍(閭丘弘)·진광(陳光)·조대·시연·주장 등 10여 명과 함께 홍도문(鴻都門)으로 가 황태자를 변호하였다.
안제는 중상시(中常侍)에게 조서를 받들게 하고, 형리에게 넘기겠다면서 설호 등을 위협하였다. 설호가 먼저 조서를 따르겠다고 답하였고, 나머지 사람들도 차례로 자리를 떴다. 내력만은 며칠 동안 홍도문을 지키며 물러나지 않았고, 결국 안제는 내력을 파면하였다.

## 출전
- 범엽, 《후한서》 권15 이왕등내열전

| 전임 위패 | 후한의 장작대장 (124년 당시) | 후임 내력 |